# Midland (Arkansas)
Midland est un village situé dans l’État américain de l'Arkansas, dans le comté de Sebastian.